# Thống kê thiếu số ca tử vong đại dịch COVID-19 theo quốc gia
Tình trạng thống kê thiếu các ca tử vong trong đại dịch COVID-19 đã được quan sát trên toàn thế giới. Các tính toán ước tính dựa trên số ca tử vong vượt mức dự báo (mortality excess) trên toàn cầu của Tổ chức Y tế Thế giới có sự khác biệt rõ rệt so với các số liệu chính thức, từ đó cho thấy tình trạng thông kê thiếu– "trong khi có tổng cộng 1.813.188 ca tử vong do COVID-19 được báo cáo vào năm 2020... các ước tính của WHO cho thấy số ca tử vong vượt mức dự báo phải ở mức ít nhất 3.000.000." Tỷ lệ trung bình số ca tử vong do COVID-19 bị tính thiếu tại các thành phố là 30%. Mục đích cuối cùng của việc đạt được con số tử vong sát với thực tế hơn là nhằm cải thiện khả năng chống dịch và các biện pháp ứng phó của các nước và của thế giới. Việc thống kê thiếu có thể gây ra một số vấn đề như chậm triển khai tiêm chủng cho các nhóm đối tượng ưu tiên.
Những lý do chủ yếu giải thích cho việc thống kê thiếu số ca tử vong bao gồm thiếu các nguồn lực xét nghiệm, khác biệt trong cách tính ca nhiễm và tử vong do COVID-19, cùng với những sự kém hiệu quả khác trong thu thập và cập nhật dữ liệu. Tại châu Phi, chỉ có 8 trong tổng số 56 nước có quy định bắt buộc ghi nhận các ca tử vong. Tại châu Âu, chỉ trừ có 2 nước, còn lại tất cả các quốc gia đều có hệ thống ghi nhận tử vong chung. Tại Ấn Độ, chỉ có 70% số ca tử vong được ghi nhận, trong đó cũng chỉ có số ít người được nhận các chứng nhận y tế; vào năm 2019 tỷ lệ ghi nhận các trường hợp tử vong tại các bang là không đồng đều (trong khoảng từ 37% đến 100%).

## Thống kê tử vong do COVID-19
Việc thống kê số ca tử vong COVID-19 trở nên phức tạp do các bệnh kèm theo— cần phải xác định bệnh nhân tử vong "do" hay "khi" mắc virus corona. Tại Ấn Độ, vào tháng 3 năm 2020, hai trường hợp đầu tiên nhiễm virus corona và tử vong sau đó được xác định nguyên nhân chính thức là do các bệnh lý đi kèm khác, chứ không phải do virus. Tại Anh Quốc, sau khi nước này thay đổi tiêu chí xác định bệnh nhân tử vong do COVID-19, chỉ tính những trường hợp tử vong trong vòng 28 ngày sau khi xét nghiệm dương tính, số ca tử vong do COVID-19 tại nước này đã có sự khác biệt so với số người tử vong được nhận giấy chứng tử có ghi "COVID-19" là nguyên nhân tử vong. Vào tháng 4 năm 2020, New York đã bổ sung vào số ca tử vong do COVID-19 tại đây, tính cả những người được cho là tử vong do bệnh về phổi nhưng chưa xét nghiệm virus.

## Tình hình theo quốc gia

### Trung Quốc
Vào ngày 17 tháng 4 năm 2020, Trung Quốc tăng con số chính thức các ca tử vong do COVID-19 lên 50% để bù cho "những trường hợp tử vong tại nhà chưa được phát hiện, cùng những trường hợp được báo cáo muộn và chưa đầy đủ". Các kết quả khảo sát huyết thanh của Trung tâm Kiểm soát và Phòng ngừa Dịch bệnh Trung Quốc vào ngày 28 tháng 12 năm 2020 cho thấy số ca COVID-19 tại Vũ Hán có thể đã được thống kê thiếu với tỷ lệ 1 trên 10.

### Ai Cập
Trung bình số ca tử vong COVID-19 chiếm dưới 10% số ca tử vong vượt mức dự báo trong khoảng từ tháng 5 đến tháng 8 năm 2020. Viện Đo lường và Đánh giá Sức khỏe (IHME) ước tính tỷ lệ thống kê thiếu tại Ai Cập là 1 trên 12 trường hợp. Từ khi bắt đầu đại dịch tới tháng 5 năm 2021, Ai Cập ghi nhận gần 200.000 trường hợp tử vong vượt mức dự báo, so với chỉ 15.000 ca tử vong do COVID-19 được xác nhận, cho thấy tình trạng thống kê thiếu ở mức lớn nhất thế giới.

### Ấn Độ
Vào tháng 4 và tháng 5 năm 2021, một số báo tại Ấn Độ đưa tin về sự khác nhau giữa số trường hợp được hỏa táng tại nhiều nơi với số ca tử vong chính thức do COVID-19 tại cùng những địa điểm này, dẫn tới kết luận rằng số ca tử vong đang bị tính thiếu. Tờ The Telegraph đã tiếp cận được một bản phân công nhiệm vụ tại một bệnh viện ở Tây Bengal, trong đó có đoạn ghi: "Trong trường hợp dương tính Covid - Không được nhắc tới Covid trong giấy chứng tử." Những trường hợp che đậy như vậy cũng dẫn tới tình trạng thống kê thiếu trong số liệu toàn quốc. Một số trẻ mồ côi không đủ điều kiện nhận các chương trình hỗ trợ của chính phủ do cha mẹ tử vong do COVID-19 nhưng trong giấy chứng tử lại không ghi COVID-19 là nguyên nhân tử vong.

### Indonesia
Vào tháng 4 năm 2020, đánh giá dữ liệu của Reuters cho thấy trong tổng số tử vong do COVID-19 chính thức của chính phủ Indonesia, có 2200 trường hợp tử vong với các triệu chứng COVID-19 nặng không được đưa vào. Vào tháng 3 và tháng 4 năm 2020, số lượng tử vong vượt mức dự báo tại Jakarta ở mức cao hơn rất nhiều so với con số tử vong do COVID-19 chính thức. Trong cùng khoảng thời gian này, số người được chôn cất sau khi áp dụng các biện pháp chống COVID-19 cũng gấp năm lần số ca tử vong do COVID-19 chính thức. Một nghiên cứu được thực hiện từ tháng 12 năm 2020 tới tháng 1 năm 2021 cho thấy khoảng 15% dân số Indonesia đã nhiễm COVID-19, cao hơn rất nhiều so với con số chính thức vào lúc đó là 0,4%; một khảo sát khác được thực hiện từ 15-31 tháng 3 năm 2021 cho thấy 44,5% trong số 10,6 triệu người tại thủ đô Jakarta đã nhiễm COVID-19, so với con số chính thức là 382.000 người (3,6%) vào cuối tháng 3.

### Ý
Vào tháng 3 năm 2020, Bergamo ghi nhận 5.400 trường hợp tử vong, so với con số trung bình trong 5 năm qua là 996 trường hợp. The Wall Street Journal ước tính số lượng tử vong do COVID-19 tại đây là 352 người, trong khi con số chính thức là 201 người.

### Nhật Bản
Vào tháng 5 năm 2020, số ca tử vong vượt mức dự báo tại Tokyo là 200 người. Nikkei Asia cho rằng "việc thiếu xét nghiệm và số liệu thống kê bị trì hoãn có thể là những nguyên nhân cho tình trạng thống kê thiếu".

### México
Vào tháng 10 năm 2020, Trung tâm Quốc gia Các chương trình Phòng ngừa và Kiểm soát Dịch bệnh của México đưa ra tuyên bố cho biết nước này đã thống kê thiếu ít nhất 50.000 trường hợp tử vong do COVID-19. Tuy nhiên, tới ngày 29 tháng 12 năm 2020, số ca tử vong này chưa được bổ sung vào tổng số ca tử vong chính thức. Tới ngày 28 tháng 3 năm 2021, México mới cập nhật lại con số tử vong chính thức với mức tăng 60%.

### Pakistan
Các bác sĩ tại Pakistan nói với The Telegraph rằng tình trạng kỳ thị tại Khyber Pakhtunkhwa là nguyên nhân khiến số ca tử vong do COVID-19 tại đây bị thống kê thiếu. Tuy nhiên, một quan chức cho biết mặc dù có khả năng thống kê thiếu, con số này là không đáng kể so với tổng số tử vong.

### Peru
Vào ngày 31 tháng 5 năm 2021, Peru sửa số ca tử vong do COVID-19 chính thức từ 69.342 lên thành 180.764. Quyết định được đưa ra dựa trên tình hình và báo cáo thực tế có sự khác biệt rõ rệt so với các số liệu chính thức. Lần cập nhật này được thực hiện bởi một nhóm các chuyên gia y tế từ Peru và WHO, được thành lập vào tháng 4 năm 2021. Sau quyết định trên, Thủ tướng Bermúdez tuyên bố "Chúng ta sẽ có những số liệu đầy đủ hơn để giúp chúng ta có thể giám sát được đại dịch và thực hiện những biện pháp thích hợp".

### Nga
Vào ngày 28 tháng 12 năm 2020, Cục Thống kê Nhà nước Liên bang Nga công bố số liệu tử vong vượt mức dự báo mới, trong đó 81% là do COVID-19, đưa tổng số ca tử vong tại Nga lên hơn 186.000. Trước đó đã có những thông tin về việc thống kê thiếu, báo cáo thiếu, cùng với những chỉ trích về tiêu chí xác định ca tử vong do COVID-19 của Nga. Những dấu hiệu khác cũng cho thấy con số tử vong thực tế cao hơn con số chính thức như mức độ sử dụng xe cứu thương hay số nhân viên y tế tử vong.

### Nam Phi
Vào tháng 2 năm 2021, số lượng tử vong vượt mức dự báo tại Nam Phi tại thời điểm này ở mức gấp khoảng ba lần so với số ca tử vong do COVID-19 chính thức. Điều đó có nghĩa là hơn 90.000 người đã tử vong chưa rõ nguyên nhân hoặc do bị trì hoãn điều trị các vấn đề sức khỏe khác.

### Syria
Một nghiên cứu được xuất bản trên Nature Communications ước tính rằng chỉ có 1,25% trường hợp tử vong do COVID-19 được ghi nhận tại thủ đô Damascus trong làn sóng dịch đầu tiên; con số này trong làn sóng dịch thứ hai cũng chỉ là 12,6%.

### Hoa Kỳ
Vào tháng 5 năm 2021, sau khi phân tích của IHME cho thấy số ca tử vong do COVID-19 thực tế tại Hoa Kỳ phải trên mức 900.000, bác sĩ Anthony Fauci cho rằng "không có nghi ngờ gì" về việc thống kê thiếu số ca tử vong do COVID-19. Một nghiên cứu được xuất bản trên The Lancet vào tháng 9 năm 2020 cũng cho thấy tình trạng thống kê thiếu ở mức rõ rệt. Tình trạng này đã được ghi nhận tại Virginia và California. Một vụ bê bối xảy ra tại New York vào năm 2021 có liên quan tới việc các quan chức đã tính thiếu hoặc che đậy số ca tử vong do COVID-19 tại các nhà dưỡng lão trong năm 2020.

### Zambia
Từ tháng 6 đến tháng 9 năm 2020, một nghiên cứu giám sát tử thi đã được thực hiện tại Lusaka để xác định tỷ lệ xuất hiện SARS-CoV-2 ở những tử thi. Nghiên cứu cho thấy chỉ chưa đến 10% người bị nhiễm COVID-19 trước khi tử vong là đã được thực hiện xét nghiệm.

## Thống kê thừa
Viện Y học của Đại học Stanford đã công bố một nghiên cứu cho thấy tình trạng thống kê thừa các trường hợp trẻ em nhập viện do COVID-19 có thể đang xảy ra. ThePrint cũng công bố các số liệu cho thấy chính quyền Delhi có thể đã bắt đầu thống kê thừa, dựa trên cơ sở sự dịch chuyển tỷ lệ tử vong (mortality displacement). Tỷ lệ xét nghiệm thấp có thể khiến tỷ lệ tử vong tăng cao, gây ra tình trạng thống kê thừa ở một số mô hình.